# Domenico Cecchetti
Domenico Cecchetti (Rimini, 13 maggio 1941) è un ex ciclista su strada sammarinese.

## Biografia
Nato nel 1941 a Rimini, a 19 anni gareggia per San Marino ai Giochi olimpici di Roma 1960, sia nella corsa in linea, sia nella cronometro a squadre insieme a Sante Ciacci, Vito Corbelli e Salvatore Palmucci, non terminando nessuna delle due gare.
Nello stesso anno vince il Circuito di Cesa - Trofeo Santa Lucia, classica per dilettanti a Cesa in Valdichiana, provincia di Arezzo.

## Palmarès
- 1960 (1 vittoria)

Circuito di Cesa - Trofeo Santa Lucia

## Piazzamenti

### Competizioni mondiali
- Giochi olimpici

Roma 1960 - In linea: ritirato
Roma 1960 - Cronometro a squadre: ritirato